# Acatlán de Pérez Figueroa
Acatlán de Pérez Figueroa es una población del estado mexicano de Oaxaca, situada en su extremo norte en la Región de la Cuenca del Papaloapan. Es cabecera del municipio del mismo nombre.

## Toponimia
El nombre del municipio proviene del nahuatl Acatl, "caña" y Tlān- "lugar de" o "tierra de"; por lo que significa "lugar de o tierra de las cañas", y el segundo nombre, Pérez Figueroa, lo retomó de la actuación de este general en la Segunda Intervención Francesa en México.

## Historia
Los habitantes de este municipio datan desde tiempos muy remotos. La cultura denominada de Remojadas, destacados por su actividad en la alfarería y descendientes de los olmecas, son considerados los primeros habitantes al asentarse en la región por el 2000 a. C.
El 24 de octubre de 1904 fue declarado municipio libre con el nombre de Acatlán de Pérez Figueroa (según, la Sociedad Mexicana de Geografía y Estadística el municipio se formó en 1910, segregándose del municipio de Soyaltepec y cambia su nombre por Acatlán de Pérez Figueroa en 1921). Entre 1915 y 1916, la zona militar de Veracruz instaló un Cuartel General que tuvo diversos jefes al mando como lo fueron los generales constituyentes Antonio Portas, Adolfo Palma, Adrián Castrejón Castrejón, entre otros. En 1916, el general anarquista Panuncio Martínez e Higinio Aguilar, junto con su tropa, estuvieron listos para tomar la plaza de Acatlán, pero esta fue defendida por el general Portas.
En 1920, se llevó a cabo en el municipio la unificación de fuerzas rebeldes y del gobierno. A los rebeldes se les prometió que formarían parte del ejército. En 1921, empieza a funcionar el ferrocarril con máquinas de petróleo. En 1959, siendo Presidente municipal Antonio Perroni Portas se efectúan las ventas las figuras precolombinas encontradas en el municipio, con el fin de obtener recursos para la introducción de energía eléctrica.

## Economía

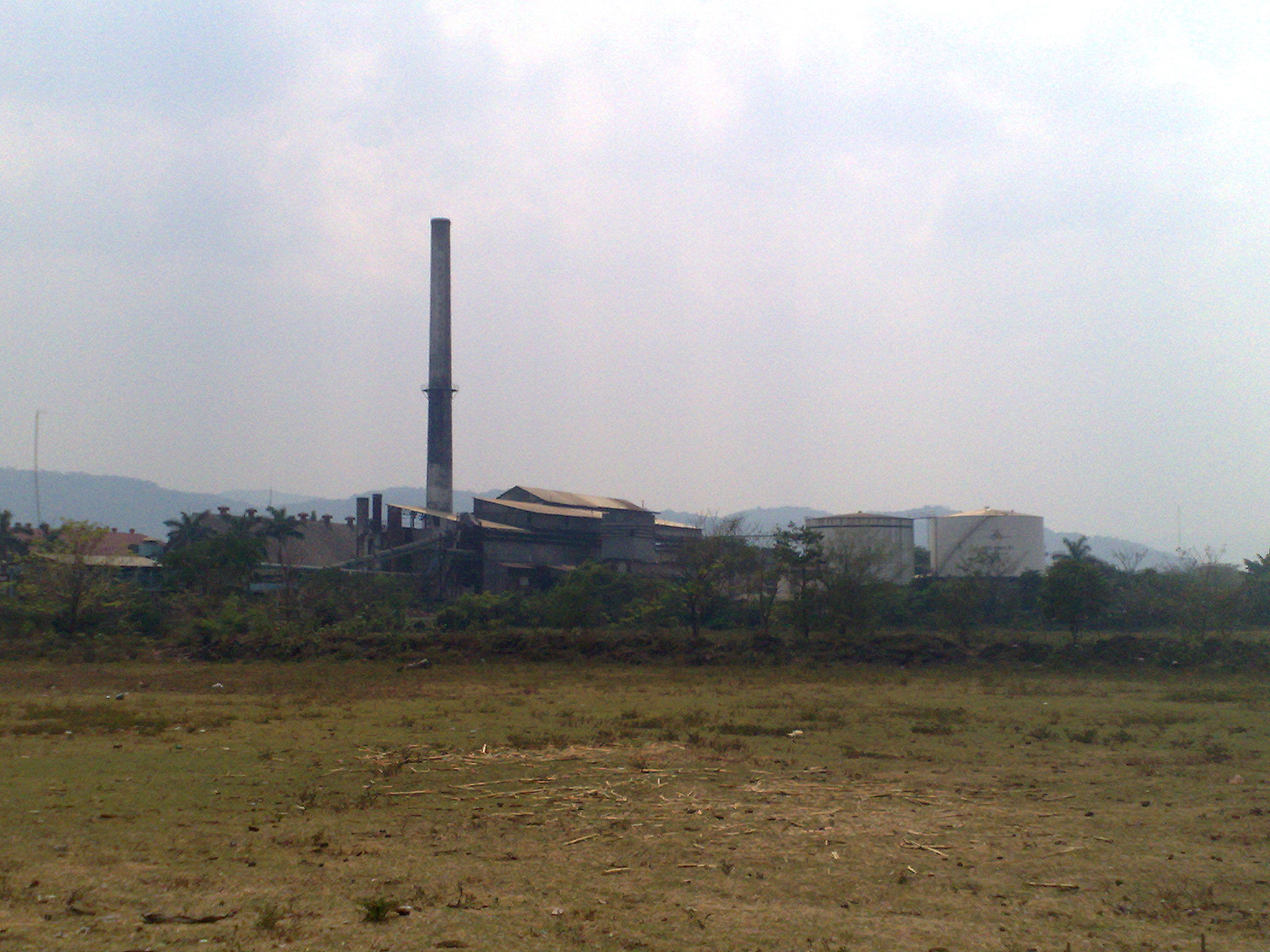
Ingenio Pablo Machado Ll. "La Margarita".

La agricultura es, al igual que en la mayoría de los municipios de Oaxaca, su principal actividad económica. Por su tipo de suelo y por su clima, se realiza la cosecha de maíz, arroz, café, árboles frutales y caña de azúcar. La actividad forestal implica la explotación las maderas preciosas, como el cedro, y la obtención de hule.
La ganadería se concentra en la cría el ganado porcino y vacuno. Existe una avicultura ya establecida, pero su producción se concentra en mediana escala.
La industria en el municipio se ha basado en la producción de azúcar que, del ingenio Pablo Machado LL. (La Margarita), produjo durante la zafra 2004-2005 104,279 toneladas.
El comercio es limitado a establecimientos que surten artículos de primera necesidad, el intercambio comercial se efectúa con las ciudades de Córdoba, Tierra Blanca y el puerto de Veracruz como lo son alimentos, calzados, artículos de construcción, industriales, eléctricos, etc. La minería consiste en la extracción de cal.

## Cultura
La cultura, por la vecindad con el estado de Veracruz, su raíz cultural es la jarocha, al igual que sucede en todo el estado de Oaxaca, una forma de vida. Las expresiones culturales forman parte inclusive en su estilo de vida, ya que en muchas localidades son de etnias mazatecas, que han conservado sus tradiciones casi intactos. La cultura viene expresada principalmente en sus artesanías, gastronomía y su música, el son y el fandango jarocho.

### Artesanías
La elaboración de huipiles es la forma de arte más destacada en el municipio, y se da por la zona Mazateca Baja. La elaboración de artículos de madera y barro, como vasijas, mesas, sillas, molcajetes, también forma parte de la cultura artesanal del municipio.

### Gastronomía
La variedad de platillos elaborados en la región se debe a la influencia de las costumbres mazatecas, oaxaqueñas y veracruzanas. Entre las variedades de platillos del municipio se encuentran el mole negro , rojo,  yamarillo, las tlayudas con mole o asiento, de influencia oaxqueña; las tortillas de maíz, "picadas" empanadas y enchiladas, pilte de mojarra, pescado a la veracruzana, mojarras fritas con salsa pico de gallo, caldo de olla con carne de res y verdura, puchero de pollo, las quesadillas de elote, tamales de elotes y de diferentes moles, los chapulines asados, los tasajos, barbacoa de borrego de res, taquitos al vapor, chiles rellenos y postres como el dulce de jamoncillo, de zapote mamey, toritos de cacahuate, guanabana licores de fruta etc.

### Música
El estilo musical del son jarocho denota la vecindad del municipio con el estado de Veracruz, como lo son también las jaranas, arpas, versos, las coplas, décimas, huapangos y bailes de tarima, idiosincrasia netamente jarocha.

## Turismo
El ecoturismo es la principal forma de turismo del municipio, como lo son las actividades para la recreación que constituye el espacio hidrológico que es la presa de Miguel Alemán (Temazcal),  que abarca hasta la localidad llamada Cerro Mojarra (La Capilla). Sus alrededores sirven para la práctica del senderismo y la excursión, además de ser una zona de pesca que se encuentra a alrededor de 25 minutos de la cabecera municipal, que brinda habitaciones para el alojo de visitantes. Cerca de la población de Cañada San Antonio, durante la temporada de lluvias, se forma una cascada que es visitado por los turistas. También cerca de la localidad de Tetela hay 2 pirámides edificadas en piedra de regular altura denominadas El Fortín, rodeadas por edificaciones tipo mesetas parcialmente destruidas.
Las pirámides de Tetela se encuentran en completo abandono, por lo cual su acceso es difícil y se debe pedir permiso a los habitantes del lugar para su visita. 
Personajes famosos
- Manuel "Flaco" Ibañez, actor